# Oligotrophus nectandrae
Oligotrophus nectandrae är en tvåvingeart som beskrevs av Jean-Jacques Kieffer och Jörgensen 1910. Oligotrophus nectandrae ingår i släktet Oligotrophus och familjen gallmyggor.
Artens utbredningsområde är Paraguay. Inga underarter finns listade i Catalogue of Life.